# Pamukan Selatan
Pamukan Selatan (indonez. Kecamatan Pamukan Selatan) – kecamatan w kabupatenie Kotabaru w prowincji Borneo Południowe w Indonezji.
Kecamatan ten leży od wschodu nad wodami Cieśniny Makasarskiej, po obu stronach zatoki Teluk Pamukan. Od północy graniczy kacematanem Pamukan Utara, od zachodu z kecamatanem Sampanahan, a od południa z kecamatanem Kelumpang Utara.
W 2010 roku kecamatan ten zamieszkiwało 12 881 osób, z których 100% stanowiła ludność wiejska. Mężczyzn było 6 807, a kobiet 6 074. 12 386 osób wyznawało islam, a 364 chrześcijaństwo.
Znajdują się tutaj miejscowości: Gunung Calang, Mulyodadi, Pondok Labu, Rampacengal, Sakadoyan, Sakalimau, Sekandis, Sesulung, Sukadana, Talusi, Tanjung Samalantakan.